# Màrqueting
El màrqueting (terme derivat de l'anglès marketing, i històricament en català mercatologia) és el procés social i administratiu pel qual els individus i els grups satisfan les seves necessitats al crear i bescanviar béns i serveis, segons Philip Kotler (considerat per alguns «pare del màrqueting»).
El màrqueting és un procés de planificació del producte, preu, distribució i promoció de béns, serveis o idees, i l'execució i control d'aquesta planificació perquè el bescanvi sigui satisfactori tant per al consumidor com per a l'empresa o organització. Cerca la satisfacció del consumidor tot combinant les següents normes o instruments: producte, preu, distribució i promoció (publicitat, venda directa, promoció de vendes, relacions públiques, propaganda, etc.).

## Objectiu i conceptes
L'objectiu principal del màrqueting és portar al client fins al límit de la decisió de compra. A més, el màrqueting té també com a objectiu afavorir l'intercanvi de valor entre dues parts (comprador i venedor), de manera que ambdues en resultin beneficiades. Segons Philip Kotler, s'entén per bescanvi «l'acte d'obtenir un producte desitjat d'una altra persona». Perquè es produeixi, cal cinc condicions necessàries: a) hi ha d'haver almenys dues parts; b) cada part ha de tenir alguna cosa que representa valor per a l'altra, c) cada part ha de ser capaç de comunicar i lliurar; d) cada part ha de ser lliure d'acceptar o rebutjar l'oferta i e)cada part ha de creure que és apropiat.
Si per algun motiu, alguna de les parts implicades en el bescanvi no és satisfeta, evitarà que es repeteixi de nou aquest bescanvi.
És el «conjunt d'accions que el seu objectiu és preveure la demanda de béns i serveis per obtenir la màxima eficàcia en la seva comercialització». Avui dia el màrqueting s'ocupa més que de cobrir necessitats de l'ésser humà, oferir-li béns i serveis que li facin sentir bé, per exemple una necessitat bàsica seria dormir, pel que trobem que el màrqueting ofereix i ven les idees d'una extensa gamma de matalassos, bases per al matalàs, roba de llit amb diferents característiques que, fan sentir el desig de comptar amb ells per sentir-se bé. Com a disciplina d'influències científiques, el màrqueting és un conjunt de principis, metodologies i tècniques a través de les quals es busca conquistar un mercat, col·laborar en l'obtenció dels objectius de l'organització, i satisfer les necessitats i desitjos dels consumidors o clients.
El màrqueting és l'orientació amb la qual s'administra la comercialització dins d'una organització. Així mateix, cerca fidelitzar clients, mitjançant eines i estratègies; posiciona en la ment del consumidor un producte, o una marca, etc. buscant ser l'opció principal i poder arribar a l'usuari final. El màrqueting parteix doncs de les necessitats del client o consumidor, per dissenyar, organitzar, executar, i controlar, la funció comercialitzadora o màrqueting de l'organització.
El vocable màrqueting es refereix també a una funció o àrea funcional de l'organització: l'àrea del màrqueting, àrea comercial, el departament de màrqueting, etc. Una altra forma de definir aquest concepte és considerar màrqueting tot allò que una empresa pot fer per ser percebuda al mercat (consumidors finals), amb una visió de rendibilitat a curt i a llarg termini.
Una organització que vol aconseguir que els consumidors en tinguin una visió i opinió positives, i també dels seus productes, ha de gestionar el producte mateix, el seu preu, la seva relació amb els clients, amb els proveïdors i amb els seus propis treballadors, la pròpia publicitat en diversos mitjans i suports, la presència en els mitjans de comunicació (relacions públiques), etc. Tot això és part del màrqueting.
Seria molt difícil comprendre la vida actual si no existís el màrqueting. Moltes vegades es troba la resposta als problemes amb algun producte que s'ha vist anunciat; encara que és cert que moltes vegades les empreses venen escombraries, també és cert que amb els estudis de mercat, poden generar grans beneficis facilitant les activitats diàries. L'objectiu del màrqueting és identificar les necessitats del consumidor i conceptuar-les, per elaborar un producte i/o servei que les satisfaci promovent l'intercanvi dels mateixos amb els clients, a canvi d'una utilitat o benefici.
L'empresa necessita interioritzar-se de les característiques dels seus clients i de les febleses i fortaleses dels seus competidors; per a després establir un pla d'acció que li permeti posicionar-se, defensar-se i atacar; això genera un gran benefici per als consumidors, ja que troben una major oferta, qualitat i un millor preu per un producte el qual pot acabar per complir plenament les necessitats de les persones.

### Conceptes associats
- Necessitats, desitjos i demanda: la necessitat és un estat intern de tensió provocat quan no existeix un equilibri entre el requerit i el que es té o posseeix. Les necessitats estan habitualment vinculades a l'estat físic de l'organisme. Les necessitats poden ser físiques o emocionals. Una forma molt usual d'enumerar-les és amb la “piràmide de Maslow”. A vegades, quan les necessitats es tradueixen o enuncien en objectes específics ens trobem amb els desitjos, és a dir, els desitjos són necessitats orientades cap a satisfaccions específiques per a l'individu. La demanda és el desig d'adquirir un Producte, però amb l'agregat que es deu tenir la capacitat d'adquirir-ho (econòmica, d'accés, legal). No obstant això, el màrqueting no crea les necessitats, doncs aquestes són inherents a les persones, encara que el practicant del màrqueting orienta els desitjos i estimula la demanda de determinat producte i marca; exemple: necessitat de sadollar la set, desig de prendre gasosa, demanda de beguda de marca XX.

- Valor i satisfacció: el valor és la relació que estableix el client entre els beneficis (funcionals, estatus, etc..) que percep del producte que s'ofereix i els costos (econòmics, temps, esforços) que representa adquirir-ho. Existeixen diversos tipus de valors des d'un punt de vista del client, entre ells el valor esperat, valor percebut, valor de la competència i valor desitjat.[5]

- Intercanvi: implica la participació de dues o més parts que cedeixen alguna cosa per obtenir una cosa a canvi, aquests intercanvis han de ser mútuament beneficiosos entre l'empresa i el client, per construir una relació satisfactòria de llarg termini...

### La mescla del màrqueting (les «quatre P»)
La mescla del màrqueting (en anglès màrqueting mix) són les eines que utilitza l'empresa per implantar les estratègies de màrqueting i aconseguir els objectius establerts. Aquestes eines són conegudes també com les P del màrqueting, que fou conceptualitzat inicialment per E. Jerome McCarthy.
Molts autors no arriben a un acord respecte al nombre d'elements que componen la mescla. Així per exemple Philip Kotler i Gary Armstrong exposen que es tracta de quatre variables mercadològiques; no obstant això, autors més recents han adoptat diferents estructures teòriques que canvia les quatre "P" tradicionals (Preu, Distribució ["Plau" en anglès], Promoció, i Producte), prenent en compte més aspectes com les persones i els processos, els quals posseeixen aspectes íntegrament administratius, però formen part en les decisions mercadològiques.
- Producte: Qualsevol bé, servei, idea, persona, lloc, organització o institució que s'ofereixi en un mercat per a la seva adquisició, o ús que satisfaci una necessitat. La política de producte inclou l'estudi de 4 elements fonamentals: la cartera de producte, la diferenciació de productes, la marca, i la presentació

- Preu: És el valor d'intercanvi del producte, determinat per la utilitat o la satisfacció derivada de la compra i l'ús o el consum del producte.
  - És l'element de la mescla que es fixa més a curt termini i amb el qual l'empresa pot adaptar-se ràpidament segons la competència, cost, etc.
  - Es distingeix de la resta dels elements de la mescla del màrqueting perquè és l'únic que genera ingressos, mentre que els altres elements generen costos.
  - Per determinar el preu, l'empresa haurà de tenir en compte diversos factors: els costos de producció, distribució, etc.; el marge que desitja obtenir; els elements de l'entorn, principalment la competència, les estratègies de màrqueting adoptades, i els objectius establerts.

- Distribució ("Place"): Element de la mescla que utilitzem per aconseguir que un producte arribi satisfactòriament al client. Quatre elements configuren la política de distribució:

1. Canals de distribució. Els agents implicats en el procés de moure els productes des del proveïdor fins al consumidor.
2. Planificació de la distribució. La presa de decisions per implantar una sistemàtica de com fer arribar els productes als consumidors i els agents que intervenen (majoristes, detallistes).
3. Distribució física. Formes de transport, nivells d'estoc, magatzems, localització de plantes i agents utilitzats.

- Promoció:
  - La comunicació persegueix difondre un missatge per tenir una resposta del públic objectiu al que va destinat. Els objectius principals de la comunicació són:
    - Comunicar les característiques del producte.
    - Comunicar els beneficis del producte.
    - Que es recordi o es compri la marca/producte.

  - La comunicació no és només publicitat. Els diferents instruments que configuren el mix de comunicació són: la publicitat, les relacions públiques, la venda personal, la promoció de vendes, el màrqueting directe, el marxandatge, i el patrocini.

- Persones: Una empresa compta amb personal que atén als seus clients. La satisfacció d'aquests es veu afectada pel bon o mal servei que rebin de l'empresa.

- Processos: Els processos han de ser estructurats correctament, ja sigui que parlem d'un servei o de la creació d'un producte, això ens portés a la logística de l'empresa per reduir costos i augmentar guanys.

- Presentació/Evidencia Física: L'entorn.

## Procés de màrqueting
El procés consta de diverses fases:

### Primera fase: màrqueting estratègic
La direcció marca les pautes d'actuació. Abans de produir un article o oferir algun servei, l'adreça ha d'analitzar les oportunitats que ofereix el mercat; és a dir, quins són els consumidors als quals es vol atendre (comprat meta), quina capacitat de compra tindrien a l'hora d'adquirir, el producte o servei, i si aquest respon a les seves necessitats. A més, també han de detectar quins són els seus possibles competidors, quins productes estan oferint i quin és la seva política de màrqueting, quins són els productes substituts i complementaris oferts al mercat, les notícies i probabilitats respecte a l'ingrés de nous competidors i els possibles proveïdors. També han de realitzar una anàlisi interna de l'empresa per determinar si realment compta amb els recursos necessaris (si disposa de personal suficient i qualificat, si posseeix el capital requerit, etc.). Finalment s'ha d'analitzar quina política de distribució és la més adequada perquè el producte o servei arribi al consumidor.
Amb totes les dades, l'empresa realitza un diagnòstic. Si aquest és positiu, es fixen els objectius i es marquen les directrius per aconseguir-los, determina a quins clients es vol dirigir i quina classe de producte vol. El procés estratègic es materialitza en la creació d'una proposta de valor, on l'empresa configura la seva oferta, enfocant-la al seu grup fiqui a través d'un procés adequat de Segmentació de mercat.

### Segona fase: mescla de màrqueting (d'acció)
El màrqueting és l'estratègia que fa ús de la psicologia humana de la demanda, que d'aquesta forma representa un conjunt de normes a tenir en compte per fer créixer una empresa. La clau està a saber com, on i quan presentar el producte o oferir el servei. La publicitat és un aspecte molt important, però sense un pla de màrqueting aquesta seria insulsa i poc atractiva al públic, la qual cosa significaria una despesa més per a l'empresa.
En el cas ideal, el màrqueting es torna una filosofia de negocis de manera que en l'organització totes les àrees (i no només la de màrqueting) han d'actuar d'acord amb ella i respondre a les autèntiques necessitats dels clients i consumidors.

#### Actualització
El mix comercial original (4P's) va ser desenvolupat per a la comercialització de productes. No obstant això amb el desenvolupament del mercadeo per a altres àrees (especialment per la importància del sector serveis), aquest mix original ha estat qüestionat.
En el màrqueting de serveis, al mix original se li han agregat 3P's noves: personal, evidència física (physical evidence), i processos.

### Tercera fase: execució del programa de màrqueting
Finalment, se li assigna al departament corresponent l'execució de les accions planejades i es fixen els mitjans per dur-les a terme, així com els procediments i les tècniques que s'utilitzaran. Igualment, han de crear-se mecanismes que permetin avaluar els resultats del pla establert i determinar quan efectiu ha estat.

### Quarta fase: control
Suposa establir aquells mecanismes de retroalimentació i avaluació amb els quals es pot comprovar el grau de compliment dels objectius i establir les correccions a les quals pertoqui. Alguns dels controls són: control de pla anual, control de rendibilitat, control d'eficiència, i control estratègic.